# جنگل‌های پهن‌برگ مرطوب حاره‌ای و جنب‌حاره‌ای

پراکندگی جنگل‌های پهن‌برگ مرطوب حاره‌ای و جنب‌حاره‌ای

جنگل‌های پهن‌برگ مرطوب حارّه‌ای و جنب‌حارّه‌ای یا جنگل‌های مرطوب حارّه‌ای یا همان جنگل‌های استوایی که در جنوب شرق آسیا پراکنش دارند، به سبب بارش بسیار، خاک آبرفتی و هوای گرم و مرطوب به وجود آمده‌اند.
همچنین دراین نوع پوشش گیاهی انواع زیادی از جانوران زندگی می‌کنند.

## ویژگی‌ها
ویژگی اصلی جنگل‌های حاره‌ای یا جنب‌حاره‌ای این است که بیشترین تنوع گونه‌های زیستی جهان را دارند. این جنگل‌ها با تنوع زیستی غنی و خارق‌العاده خود، حداقل دو پنجم کل گونه‌های گیاهی و جانوری زمین را در خود جای داده‌اند. جنگل‌های گرمسیری، در نزدیکی استوا در ناحیه محدود شده به عرض‌های جغرافیایی ۵/۲۳ درجه شمالی و ۵/۲۳ درجه جنوبی واقع شده‌اند. یکی از ویژگی‌های این جنگل‌ها وجود فصل‌های مشخص و محدود در آنهاست. زمستان در این جنگل‌ها وجود ندارد و فقط دو فصل (بارانی و خشک) در آنها دیده می‌شود.
در جنگل‌های حاره‌ای، طول روز ۱۲ ساعت است و تغییرات اندکی در طول سال دارد. میانگین دمای آنها ۲۵–۲۰ درجه سانتیگراد است و در طول سال، تغییرات اندکی را نشان می‌دهد. دمای میانگین گرم‌ترین ماه‌ها و سردترین ماه‌های سال در این جنگل‌ها بیش از ۵ درجه سانتیگراد تفاوت ندارند. بارندگی در طول سال پراکنده شده است و میزان بارندگی سالیانه بیش از۲۰۰۰ میلی‌متر می‌باشد. خاک این جنگل‌ها از نظر مواد غذایی نسبتاً فقیر و اسیدی است. تجزیه و فساد بقایای گیاهی و اجساد جانوری در خاک‌ها زیاد و سریع است و این خاک‌ها در معرض شستشوی سنگین توسط بارندگی‌ها قرار دارند. سایه‌بان یا چتر گیاهان در این جنگل‌ها چند لایه و پیوسته است و به همین دلیل نور کمی می‌تواند به اعماق آن و سطح زمین نفوذ پیدا کند.

### پوشش گیاهی
یک کیلومتر مربع از این جنگل‌ها می‌تواند ۱۰۰ گونه درخت مختلف را دربرداشته باشد. درختان غالباً بین ۲۵ تا ۳۵ متر ارتفاع دارند و دارای تنه‌های ستبر و تنومند و ریشه‌های سطحی می‌باشند. اکثر این درختان، همیشه سبز هستند و برگهای آنها بزرگ و به رنگ سبز تیره است. گیاهانی از جمله ارکیده‌ها یا ثعلب‌ها، گیاهان خانواده آناناس، تاک‌ها، سرخس‌ها، خزه‌ها و نخل‌ها در جنگل‌های حاره‌ای دیده می‌شوند.
پوشش جانوری این جنگل‌ها شامل پرندگان گوناگون و فراوان، خفاش‌ها، پستانداران کوچک و انواع حشرات است.
جنگل‌های حاره‌ای در یک تقسیم‌بندی ریزتر، بر اساس توزیع فصل بارندگی به جنگل‌های بارانی همیشه سبز، جنگل‌های بارانی فصلی، جنگل‌های نیمه همیشه سبز و جنگل‌های برگ ریز بارانی، خشک تقسیم می‌گردند.
بیش از نیمی از جنگل‌های حاره‌ای تاکنون از بین رفته‌اند.

## بوم‌ناحیه‌ها
| بوم‌ناحیه‌های جنگل‌های پهن‌برگ مرطوب حاره‌ای و جنب‌حاره‌ای قلمرو نوحاره‌ای | بوم‌ناحیه‌های جنگل‌های پهن‌برگ مرطوب حاره‌ای و جنب‌حاره‌ای قلمرو نوحاره‌ای                       |
| ------------------------------------------------------------------ | ---------------------------------------------------------------------------------------- |
| جنگل‌های پرانا                                                      | آرژانتین، برزیل، پاراگوئه                                                                |
| جنگل‌های نمناک ارائوکاریا                                           | آرژانتین، برزیل                                                                          |
| جنگل اقیانوس اطلس                                                  | برزیل                                                                                    |
| جنگل‌های ساحلی باهیا                                                | برزیل                                                                                    |
| جنگل‌های داخلی باهیا                                                | برزیل                                                                                    |
| یونگاس بولیوی                                                      | بولیوی، پرو                                                                              |
| نواحی جنگلی مرطوب                                                  | برزیل                                                                                    |
| Caquetá moist forests                                              | برزیل، کلمبیا                                                                            |
| Catatumbo moist forests                                            | ونزوئلا                                                                                  |
| Cauca Valley montane forests                                       | کلمبیا                                                                                   |
| Cayos Miskitos–San Andrés and Providencia moist forests            | کلمبیا، نیکاراگوئه                                                                       |
| Central American Atlantic moist forests                            | کاستاریکا، نیکاراگوئه، پاناما                                                            |
| جنگل‌های کوهستانی آمریکای مرکزی                                     | السالوادور، گواتمالا، هندوراس، مکزیک، نیکاراگوئه                                         |
| Chiapas montane forests                                            | مکزیک                                                                                    |
| Chimalapas montane forests                                         | مکزیک                                                                                    |
| Chocó–Darién moist forests                                         | کلمبیا، اکوادور، پاناما                                                                  |
| جزیره کوکوس                                                        | کاستاریکا                                                                                |
| جنگل‌های کوهستانی کوردیلرا                                          | ونزوئلا                                                                                  |
| Cordillera Oriental montane forests                                | کلمبیا، ونزوئلا                                                                          |
| Costa Rican seasonal moist forests                                 | کاستاریکا، نیکاراگوئه                                                                    |
| Cuban moist forests                                                | کوبا                                                                                     |
| Eastern Cordillera Real montane forests                            | کلمبیا، اکوادور، پرو                                                                     |
| Eastern Panamanian montane forests                                 | کلمبیا، پاناما                                                                           |
| فرناندو دی نورونیا                                                 | برزیل                                                                                    |
| Guayanan Highlands moist forests                                   | برزیل، کلمبیا، گویان، سورینام، ونزوئلا                                                   |
| Guianan moist forests                                              | برزیل، گویان فرانسه، گویان، سورینام، ونزوئلا                                             |
| Guianan piedmont and lowland moist forests                         | برزیل، ونزوئلا                                                                           |
| Gurupa várzea                                                      | برزیل                                                                                    |
| Hispaniolan moist forests                                          | جمهوری دومینیکن، هائیتی                                                                  |
| Iquitos várzea                                                     | بولیوی، برزیل، پرو                                                                       |
| Isthmian–Atlantic moist forests                                    | کاستاریکا، نیکاراگوئه، پاناما                                                            |
| Isthmian–Pacific moist forests                                     | کاستاریکا، پاناما                                                                        |
| Jamaican moist forests                                             | جامائیکا                                                                                 |
| Japurá–Solimões–Negro moist forests                                | برزیل، کلمبیا، ونزوئلا                                                                   |
| Juruá–Purus moist forests                                          | برزیل                                                                                    |
| Leeward Islands moist forests                                      | آنتیگوآ، جزایر ویرجین بریتانیا، گوادلوپ، مونتسرات، نویس، سنت کیتس، جزایر ویرجین بریتانیا |
| Madeira–Tapajós moist forests                                      | بولیوی، برزیل                                                                            |
| Magdalena Valley montane forests                                   | کلمبیا                                                                                   |
| Magdalena–Urabá moist forests                                      | کلمبیا                                                                                   |
| Marajó várzea                                                      | برزیل                                                                                    |
| جنگل‌های مارانهوا                                                   | برزیل                                                                                    |
| جنگل‌های خشک حاره‌ای ماتو گروسو                                      | برزیل                                                                                    |
| Monte Alegre várzea                                                | برزیل                                                                                    |
| Napo moist forests                                                 | کلمبیا، اکوادور، پرو                                                                     |
| Negro–Branco moist forests                                         | برزیل، کلمبیا، ونزوئلا                                                                   |
| جنگل شمال‌شرقی برزیل                                                | برزیل                                                                                    |
| Northwestern Andean montane forests                                | کلمبیا، اکوادور                                                                          |
| Oaxacan montane forests                                            | مکزیک                                                                                    |
| Orinoco Delta swamp forests                                        | گویان، ونزوئلا                                                                           |
| پانتانوس د سنتلا                                                   | مکزیک                                                                                    |
| Paramaribo swamp forests                                           | گویان، سورینام                                                                           |
| جنگل‌های ساحلی پرنامبوکو                                            | برزیل                                                                                    |
| جنگل‌های داخلی پرنامبوکو                                            | برزیل                                                                                    |
| یونگاس پرو                                                         | پرو                                                                                      |
| جنگل‌های نمناک پتن–وراکروز                                          | مکزیک                                                                                    |
| Puerto Rican moist forests                                         | پورتوریکو                                                                                |
| Purus várzea                                                       | برزیل                                                                                    |
| Purus–Madeira moist forests                                        | برزیل                                                                                    |
| Rio Negro campinarana                                              | برزیل، کلمبیا                                                                            |
| Santa Marta montane forests                                        | کلمبیا                                                                                   |
| جنگل‌های ساحلی سرا دو مار                                           | برزیل                                                                                    |
| Sierra de los Tuxtlas                                              | مکزیک                                                                                    |
| Sierra Madre de Chiapas moist forests                              | السالوادور، گواتمالا، مکزیک                                                              |
| Solimões–Japurá moist forests                                      | برزیل، کلمبیا، پرو                                                                       |
| South Florida rocklands                                            | ایالات متحده آمریکا                                                                      |
| Southern Andean Yungas                                             | آرژانتین، بولیوی                                                                         |
| Southwest Amazon moist forests                                     | بولیوی، برزیل، پرو                                                                       |
| جنگل‌های کوهستانی تالامانکان                                        | کاستاریکا، پاناما                                                                        |
| Tapajós–Xingu moist forests                                        | برزیل                                                                                    |
| تپوری                                                              | برزیل، گویان، سورینام، ونزوئلا                                                           |
| Tocantins–Araguaia–Maranhão moist forests                          | برزیل                                                                                    |
| Trinidad and Tobago moist forests                                  | ترینیداد و توباگو                                                                        |
| ترینداد و مارتین واز                                               | برزیل                                                                                    |
| Uatuma–Trombetas moist forests                                     | برزیل، گویان، سورینام                                                                    |
| Ucayali moist forests                                              | پرو                                                                                      |
| Venezuelan Andes montane forests                                   | کلمبیا، ونزوئلا                                                                          |
| جنگل‌های نمناک وراکروز                                              | مکزیک                                                                                    |
| Veracruz montane forests                                           | مکزیک                                                                                    |
| Western Ecuador moist forests                                      | کلمبیا، اکوادور                                                                          |
| Windward Islands moist forests                                     | دومینیکا، گرنادا، مارتینیک، سنت لوسیا، سنت وینسنت و گرنادین‌ها                            |
| Xingu–Tocantins–Araguaia moist forests                             | برزیل                                                                                    |
| جنگل نمناک یوکاتان                                                 | بلیز، گواتمالا، مکزیک                                                                    |

| بوم‌ناحیه‌های جنگل‌های پهن‌برگ مرطوب حاره‌ای و جنب‌حاره‌ای قلمرو آفریقای حاره‌ای | بوم‌ناحیه‌های جنگل‌های پهن‌برگ مرطوب حاره‌ای و جنب‌حاره‌ای قلمرو آفریقای حاره‌ای |
| ------------------------------------------------------------------------ | ------------------------------------------------------------------------ |
| Albertine Rift montane forests                                           | جمهوری دموکراتیک کنگو، بوروندی، رواندا، تانزانیا، اوگاندا                |
| جنگل‌های ساحلی استوایی اقیانوس اطلس                                       | آنگولا، کامرون، جمهوری دموکراتیک کنگو، جمهوری کنگو، گینه استوایی، گابن   |
| جنگل‌های ارتفاعات کامرون                                                  | کامرون، نیجریه                                                           |
| Central Congolian lowland forests                                        | جمهوری دموکراتیک کنگو                                                    |
| Comoros forests                                                          | کومور                                                                    |
| Cross–Niger transition forests                                           | نیجریه                                                                   |
| جنگل‌های ساحلی سنقا–بیوکو                                                 | کامرون، گینه استوایی، نیجریه                                             |
| East African montane forests                                             | کنیا، سودان جنوبی، تانزانیا، اوگاندا                                     |
| Eastern Arc forests                                                      | تانزانیا، کنیا                                                           |
| Eastern Congolian swamp forests                                          | جمهوری دموکراتیک کنگو                                                    |
| جنگل‌های گینه شرقی                                                        | بنین، غنا، ساحل عاج، توگو                                                |
| Ethiopian montane forests                                                | اریتره، اتیوپی، سومالی، سودان                                            |
| Granitic Seychelles forests                                              | سیشل                                                                     |
| جنگل‌های کوهستانی گینه                                                    | گینه، ساحل عاج، لیبریا، سیرالئون                                         |
| جنگل‌های کوهستانی نیسنا–اماتوله                                           | آفریقای جنوبی                                                            |
| KwaZulu–Cape coastal forest mosaic                                       | آفریقای جنوبی                                                            |
| جنگل‌های پست‌بوم ماداگاسکار                                                | ماداگاسکار                                                               |
| Madagascar subhumid forests                                              | ماداگاسکار                                                               |
| Maputaland coastal forest mosaic                                         | اسواتینی، موزامبیک، آفریقای جنوبی                                        |
| جزایر ماسکارین                                                           | موریس، رئونیون                                                           |
| Mount Cameroon and Bioko montane forests                                 | کامرون، گینه استوایی                                                     |
| Niger Delta swamp forests                                                | نیجریه                                                                   |
| Nigerian lowland forests                                                 | بنین، نیجریه                                                             |
| Northeastern Congolian lowland forests                                   | کامرون، جمهوری آفریقای مرکزی، گابن، جمهوری کنگو                          |
| Northern Zanzibar–Inhambane coastal forest mosaic                        | کنیا، سومالی، تانزانیا                                                   |
| Northwestern Congolian lowland forests                                   | کامرون، جمهوری آفریقای مرکزی، گابن، جمهوری کنگو                          |
| São Tomé, Príncipe, and Annobón forests                                  | گینه استوایی، سائوتومه و پرنسیپ                                          |
| Southern Zanzibar–Inhambane coastal forest mosaic                        | مالاوی، موزامبیک، تانزانیا، زیمبابوه                                     |
| Western Congolian swamp forests                                          | جمهوری دموکراتیک کنگو، جمهوری کنگو                                       |
| جنگل‌های پست‌بوم گینه غربی                                                 | گینه، ساحل عاج، لیبریا، سیرالئون                                         |

| بوم‌ناحیه‌های جنگل‌های پهن‌برگ مرطوب حاره‌ای و جنب‌حاره‌ای قلمرو دیرین‌شمالگان | بوم‌ناحیه‌های جنگل‌های پهن‌برگ مرطوب حاره‌ای و جنب‌حاره‌ای قلمرو دیرین‌شمالگان |
| ---------------------------------------------------------------------- | ---------------------------------------------------------------------- |
| Guizhou Plateau broadleaf and mixed forests                            | چین                                                                    |
| جنگل‌های همیشه‌سبز جنب‌حاره‌ای فلات یون‌نان                                 | چین                                                                    |

| بوم‌ناحیه‌های جنگل‌های پهن‌برگ مرطوب حاره‌ای و جنب‌حاره‌ای قلمرو هندومالایی | بوم‌ناحیه‌های جنگل‌های پهن‌برگ مرطوب حاره‌ای و جنب‌حاره‌ای قلمرو هندومالایی |
| -------------------------------------------------------------------- | -------------------------------------------------------------------- |
| جنگل‌های بارانی جزایر آندامان                                         | هند                                                                  |
| Borneo lowland rain forests                                          | برونئی، اندونزی، مالزی                                               |
| Borneo montane rain forests                                          | برونئی، اندونزی، مالزی                                               |
| جنگل‌های توربی مردابی برنئو                                           | برونئی، اندونزی، مالزی                                               |
| Brahmaputra Valley semi-evergreen forests                            | هند                                                                  |
| Cardamom Mountains rain forests                                      | کامبوج، تایلند، ویتنام                                               |
| Chao Phraya freshwater swamp forests                                 | تایلند                                                               |
| Chao Phraya lowland moist deciduous forests                          | تایلند                                                               |
| جنگل‌های کوهستانی چین هیلز ارکان                                      | میانمار، هند                                                         |
| جنگل‌های حاره‌ای جزایر کوکوس و کریسمس                                  | استرالیا                                                             |
| جنگل‌های خزان‌دار مرطوب کوهسارهای شرقی                                 | هند                                                                  |
| Eastern Java–Bali montane rain forests                               | اندونزی                                                              |
| Eastern Java–Bali rain forests                                       | اندونزی                                                              |
| Greater Negros–Panay rain forests                                    | فیلیپین                                                              |
| Hainan Island monsoon rain forests                                   | چین                                                                  |
| جنگل‌های پهن‌برگ جنب‌حاره‌ای هیمالیا                                     | بوتان (کشور), هند، نپال                                              |
| Irrawaddy freshwater swamp forests                                   | میانمار                                                              |
| Irrawaddy moist deciduous forests                                    | میانمار                                                              |
| جنگل‌های همیشه‌سبز جنب‌حاره‌ای ژیانگ نان                                 | چین                                                                  |
| Kayah–Karen montane rain forests                                     | میانمار، تایلند                                                      |
| جنگل‌های خزان‌دار مرطوب دشت‌های گانگتیک پایینی                          | بنگلادش، هند                                                         |
| Luang Prabang montane rain forests                                   | لائوس                                                                |
| Luzon montane rain forests                                           | فیلیپین                                                              |
| جنگل‌های بارانی لوزون                                                 | فیلیپین                                                              |
| Malabar Coast moist forests                                          | هند                                                                  |
| جنگل‌های مرطوب حاره‌ای مجمع‌الجزایر مالدیو–لاکشادویپ–چاگوس              | قلمرو اقیانوس هند بریتانیا، هند، مالدیو                              |
| جنگل‌های جنب‌حاره‌ای مگالایا                                            | هند                                                                  |
| Mentawai Islands rain forests                                        | اندونزی                                                              |
| Mindanao montane rain forests                                        | فیلیپین                                                              |
| Mindanao–Eastern Visayas rain forests                                | فیلیپین                                                              |
| Mindoro rain forests                                                 | فیلیپین                                                              |
| جنگل‌های بارانی میزورام–منیپور–کاچین                                  | بنگلادش، هند، میانمار                                                |
| Myanmar coastal rain forests                                         | میانمار                                                              |
| جنگل‌های همیشه‌سبز جنب‌حاره‌ای جزایر نانسی                               | ژاپن                                                                 |
| Nicobar Islands rain forests                                         | هند                                                                  |
| جنگل‌های خزان‌دار مرطوب شمال غربی گهات                                 | هند                                                                  |
| North Western Ghats montane rain forests                             | هند                                                                  |
| Northern Annamites rain forests                                      | لائوس، ویتنام                                                        |
| جنگل‌های مرطوب جنب‌حاره‌ای هندوچین شمالی                                | چین، لائوس، میانمار، تایلند، ویتنام                                  |
| Northern Khorat Plateau moist deciduous forests                      | لائوس، تایلند                                                        |
| Northern Thailand-Laos moist deciduous forests                       | لائوس، تایلند                                                        |
| جنگل‌های جنب‌حاره‌ای مثلث شمالی                                         | میانمار                                                              |
| Northern Vietnam lowland rain forests                                | ویتنام                                                               |
| جنگل‌های نیمه-همیشه‌سبز ادیشا                                          | هند                                                                  |
| Palawan rain forests                                                 | فیلیپین                                                              |
| Peninsular Malaysian montane rain forests                            | مالزی، تایلند                                                        |
| Peninsular Malaysian peat swamp forests                              | مالزی، تایلند                                                        |
| Peninsular Malaysian rain forests                                    | اندونزی، مالزی، سنگاپور، تایلند                                      |
| Red River freshwater swamp forests                                   | ویتنام                                                               |
| South China Sea Islands                                              | مورد مناقشه میان چین، مالزی، فیلیپین، تایوان، ویتنام                 |
| جنگل‌های همیشه‌سبز جنب‌حاره‌ای جنوب چین–ویتنام                           | چین، ویتنام                                                          |
| South Taiwan monsoon rain forests                                    | تایوان                                                               |
| جنگل‌های خزان‌دار مرطوب جنوب غربی گهات                                 | هند                                                                  |
| South Western Ghats montane rain forests                             | هند                                                                  |
| Southern Annamites montane rain forests                              | کامبوج، لائوس، ویتنام                                                |
| Southwest Borneo freshwater swamp forests                            | اندونزی                                                              |
| جنگل‌های بارانی پست‌بوم‌های سریلانکا                                    | سری‌لانکا                                                             |
| جنگل‌های بارانی کوهستانی سری‌لانکا                                     | سری‌لانکا                                                             |
| Sulu Archipelago rain forests                                        | فیلیپین                                                              |
| Sumatran freshwater swamp forests                                    | اندونزی                                                              |
| Sumatran lowland rain forests                                        | اندونزی                                                              |
| Sumatran montane rain forests                                        | اندونزی                                                              |
| Sumatran peat swamp forests                                          | اندونزی                                                              |
| Sundaland heath forests                                              | اندونزی                                                              |
| سونداربانس                                                           | بنگلادش، هند                                                         |
| جنگل‌های همیشه‌سبز جنب‌حاره‌ای تایوان                                    | تایوان                                                               |
| Tenasserim–South Thailand semi-evergreen rain forests                | مالزی، میانمار، تایلند                                               |
| Tonle Sap freshwater swamp forests                                   | کامبوج، ویتنام                                                       |
| Tonle Sap–Mekong peat swamp forests                                  | کامبوج، ویتنام                                                       |
| جنگل‌های خزان‌دار مرطوب دشت‌های گانگتیک بالایی                          | هند                                                                  |
| Western Java montane rain forests                                    | اندونزی                                                              |
| Western Java rain forests                                            | اندونزی                                                              |

| بوم‌ناحیه‌های جنگل‌های پهن‌برگ مرطوب حاره‌ای و جنب‌حاره‌ای اقیانوسیه | بوم‌ناحیه‌های جنگل‌های پهن‌برگ مرطوب حاره‌ای و جنب‌حاره‌ای اقیانوسیه          |
| ------------------------------------------------------------- | ---------------------------------------------------------------------- |
| جنگل‌های مرطوب حاره‌ای کارولین                                  | ایالات فدرال میکرونزی                                                  |
| جنگل‌های مرطوب حاره‌ای پلی‌نزی مرکزی                             | جزایر کوک، جزیره جارویس، آب‌سنگ جانستون، کیریباتی، جزیره مرجانی پالمیرا |
| جنگل‌های مرطوب حاره‌ای جزایر کوک                                | جزایر کوک                                                              |
| جنگل‌های مرطوب حاره‌ای میکرونزی شرقی                            | کیریباتی، جزایر مارشال، نائورو، جزیره ویک                              |
| جنگل‌های مرطوب حاره‌ای فیجی                                     | فیجی، والیس و فوتونا                                                   |
| جنگل‌های بارانی حاره‌ای هاوایی                                  | هاوایی                                                                 |
| جنگل‌های مرطوب جنب‌حاره‌ای جزایر کرمادک                          | نیوزیلند                                                               |
| جنگل‌های مرطوب حاره‌ای مارکیز                                   | پلی‌نزی فرانسه                                                          |
| جنگل‌های مرطوب جنب‌حاره‌ای اوگاساوارا                            | جزایر اوگاساوارا (ژاپن)                                                |
| جنگل‌های مرطوب حاره‌ای پالائو                                   | پالائو                                                                 |
| جنگل‌های پهن‌برگ حاره‌ای جزیره ایستر                             | جزیره ایستر (شیلی)                                                     |
| جنگل‌های مرطوب حاره‌ای ساموآ                                    | ساموآی آمریکا، ساموآ                                                   |
| جنگل‌های مرطوب حاره‌ای جزایر سوسایتی                            | پلی‌نزی فرانسه                                                          |
| جنگل‌های مرطوب حاره‌ای تونگا                                    | نیووی، تونگا                                                           |
| جنگل‌های مرطوب حاره‌ای توآموتو                                  | پلی‌نزی فرانسه، جزایر پیت‌کرن                                            |
| جنگل‌های مرطوب حاره‌ای توبوای                                   | پلی‌نزی فرانسه                                                          |
| جنگل‌های مرطوب حاره‌ای پلی‌نزی غربی                              | جزیره بیکر، جزیره هاولند، کیریباتی، جزیره سواینس، توکلائو، تووالو      |

| بوم‌ناحیه‌های جنگل‌های پهن‌برگ مرطوب حاره‌ای و جنب‌حاره‌ای قلمرو استرالزی | بوم‌ناحیه‌های جنگل‌های پهن‌برگ مرطوب حاره‌ای و جنب‌حاره‌ای قلمرو استرالزی |
| ------------------------------------------------------------------ | ------------------------------------------------------------------ |
| جزایر آدمیرالتی                                                    | پاپوآ گینه نو                                                      |
| Banda Sea Islands moist deciduous forests                          | اندونزی                                                            |
| Biak–Numfoor rain forests                                          | اندونزی                                                            |
| بورو (جزیره)                                                       | اندونزی                                                            |
| Central Range montane rain forests                                 | اندونزی، پاپوآ گینه نو                                             |
| Halmahera rain forests                                             | اندونزی                                                            |
| Huon Peninsula montane rain forests                                | پاپوآ گینه نو                                                      |
| جنگل‌های جنب‌حاره‌ای جزیره لرد هاوو                                   | استرالیا                                                           |
| جنگل‌های بارانی مجمع‌الجزایر لوئیسیاد                                | پاپوآ گینه نو                                                      |
| New Britain–New Ireland lowland rain forests                       | پاپوآ گینه نو                                                      |
| New Britain–New Ireland montane rain forests                       | پاپوآ گینه نو                                                      |
| New Caledonia rain forests                                         | کالدونیای جدید                                                     |
| جنگل‌های جنب‌حاره‌ای جزیره نورفک                                      | استرالیا                                                           |
| Northern New Guinea lowland rain and freshwater swamp forests      | اندونزی، پاپوآ گینه نو                                             |
| Northern New Guinea montane rain forests                           | اندونزی، پاپوآ گینه نو                                             |
| جنگل‌های بارانی حاره‌ای کوئینزلند                                    | استرالیا                                                           |
| Seram rain forests                                                 | اندونزی                                                            |
| Solomon Islands rain forests                                       | پاپوآ گینه نو، جزایر سلیمان                                        |
| Southeastern Papuan rain forests                                   | پاپوآ گینه نو                                                      |
| Southern New Guinea freshwater swamp forests                       | اندونزی، پاپوآ گینه نو                                             |
| Southern New Guinea lowland rain forests                           | اندونزی، پاپوآ گینه نو                                             |
| Sulawesi lowland rain forests                                      | اندونزی                                                            |
| Sulawesi montane rain forests                                      | اندونزی                                                            |
| Trobriand Islands rain forests                                     | پاپوآ گینه نو                                                      |
| Vanuatu rain forests                                               | جزایر سلیمان، وانواتو                                              |
| Vogelkop montane rain forests                                      | اندونزی                                                            |
| Vogelkop–Aru lowland rain forests                                  | اندونزی                                                            |
| Yapen rain forests                                                 | اندونزی                                                            |